# Lago Derchinger Bagger
El lago Derchinger Bagger (en alemán: Derchinger Baggersee) es un lago situado en la región administrativa de Suabia, en el estado de Baviera (Alemania), a una elevación de 464 metros; tiene un área de 6 hectáreas. 